# وحشت در آمیتی‌ویل ۲
وحشت در آمیتی‌ویل ۲: تصرف (به انگلیسی: Amityville II: The Possession) یک فیلم ترسناک و مستقل آمریکایی محصول ۱۹۸۲ به کارگردانی دامیانو دامیانی با بازی جیمز السن، برت یانگ و روتانیا آلدا است. این فیلم پیش‌درآمدی بر فیلم وحشت در آمیتی‌ویل (فیلم ۱۹۷۹) محسوب می‌شود. قسمت بعدی با عنوان آمیتی‌ویل سه‌بعدی سال بعد منتشر شد که کاملاً بر اساس روایت‌های محقق ماوراء الطبیعه استفان کاپلان بود که سعی داشت ثابت کند داستان خانواده لوتز یک فریب است. این فیلم هیچ ارتباطی با این فیلم یا حتی فیلم اول ندارد، زیرا به هیچ وجه به خانواده مونتلی اشاره نمی‌کند و در عوض به خانواده واقعی دیفیو اشاره می‌کند.
در وب‌سایت جمع‌آوری نقد راتن تومیتوز بر اساس ۲۱ بررسی، با میانگین امتیاز ۴٫۲ از ۱۰ امتیاز تأیید ۲۴٪ را به فیلم می‌دهد.